# 藤田原野
藤田 原野（ふじた げんや、1978年12月27日 - 2014年1月13日）は、日本のフリーアナウンサー。日本写真判定に所属していた。

## 来歴
兵庫県尼崎市出身。関西大学経済学部を卒業後、ラジオNIKKEI主催のレースアナウンサー養成講座を受講し、同講座23期生として修了。
いわき平競輪場の全開催・全レースの実況を担当。また、福井、防府、熊本、別府の各競輪場でも実況することがあった。
「い～い感じで」「これから第4コーナー」等を口癖としており、特徴あるフレーズが多く見られた。
2014年1月13日、防府競輪での実況を終え、尼崎の自宅に自家用車で帰宅途中の午後8時20分頃、広島県三原市八幡町垣内の山陽自動車道上り線で、運転中に左側のガードレールにぶつかり、弾みで中央分離帯に衝突。頭を強く打ち、事故から約2時間後、搬送先の病院で死亡が確認された。35歳没。